# Kibou no Kakera
«Kibou no Kakera» (希望のカケラ Fragmentos de Esperanza?) es el octavo sencillo de la cantante japonesa Nana Kitade, lanzado al mercado el día 4 de octubre del año 2006 bajo el sello SME Records.

## Detalles
Este tema fue escogido para ser el primer opening de Demashita! Powerpuff Girls Z, la versión anime del popular cartoon americano Las Chicas Superpoderosas.
El sencillo no fue un gran éxito en Japón, donde llegó al puesto n.º 64 de las listas de Oricon.

## Canciones
1. «Kibou no Kakera» (希望のカケラ?)
2. «This is a GIRL»
3. «Kibou no Kakera» ~Original Karaoke~ (希望のカケラ～オリジナル・カラオケ～?)